# Piotr Michałowski
Piotr Michałowski, né à Cracovie, le 2 juillet 1800 et mort à Krzysztoforzyce, près de Cracovie le 9 juin 1855, est un peintre polonais de l'époque romantique. Il était également président de la Société agricole de Cracovie (à partir de 1853). 

## Biographie
Michałowski naît le 2 juin 1800 dans une propriété près de Cracovie. Il est le fils du propriétaire terrien Józef Michałowski, sénateur de la ville libre de Cracovie. Son talent artistique se développe à un âge précoce de 13 ans sous l'œil attentif de plusieurs artistes dont Michał Stachowicz, Józef Brodowski et Franciszek Lampi. Il étudie un large éventail de sujets à l'université Jagellonne, dont la philosophie, l'agriculture et les mathématiques.
Au cours de l'insurrection de novembre contre la domination russe, Michałowski travaille dans une usine de munitions polonaise. Pour éviter la capture, il s'enfuit en France, à Paris, avec sa nouvelle épouse Julia Ostrowska et son père. À Paris, il poursuit ses études de peinture avec Nicolas Toussaint Charlet (1832-1835), fortement influencé par l'art de Théodore Géricault, Rembrandt et Velázquez. 
Ses études à l'aquarelle de chevaux deviennent très populaire en France, et sont vendues à partir de 1833 aux collectionneurs anglais, allemands et américains.
Michałowski retourne à Cracovie en 1835 et, en 1837, s'installe dans la propriété familiale à Krzysztoforzyce. Entre les années 1840 et 1850, il réalise de nombreux tableaux équestres et des peintures de bataille, dont la Bataille de Somosierra (1844-1855, plusieurs versions) et la Parade devant Napoléon.
Il meurt dans sa maison de Krzysztoforzyce, le 9 juin 1855, à l'âge de 55 ans.
Le musée de Sukiennice, une division du Musée National de Cracovie, contient une salle qui porte son nom et qui est consacré au travail de Michałowski. 

## Peintures militaires

Scènes militaires
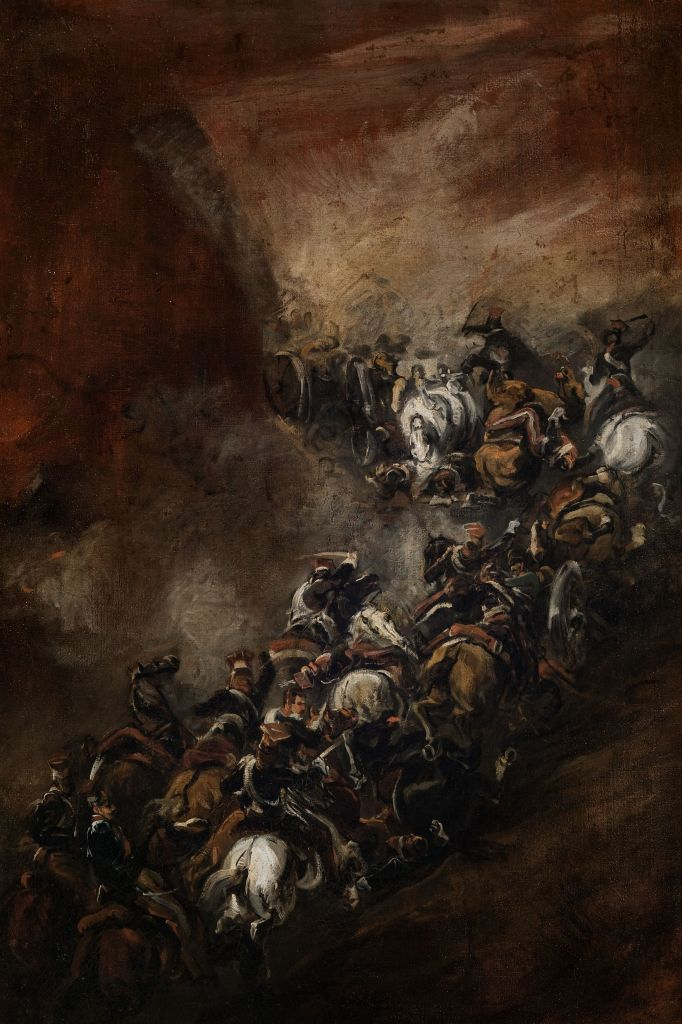
Bataille de Somosierra
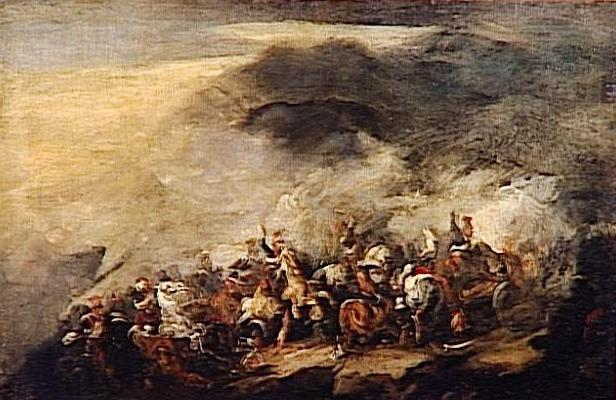
Bataille de Somosierra
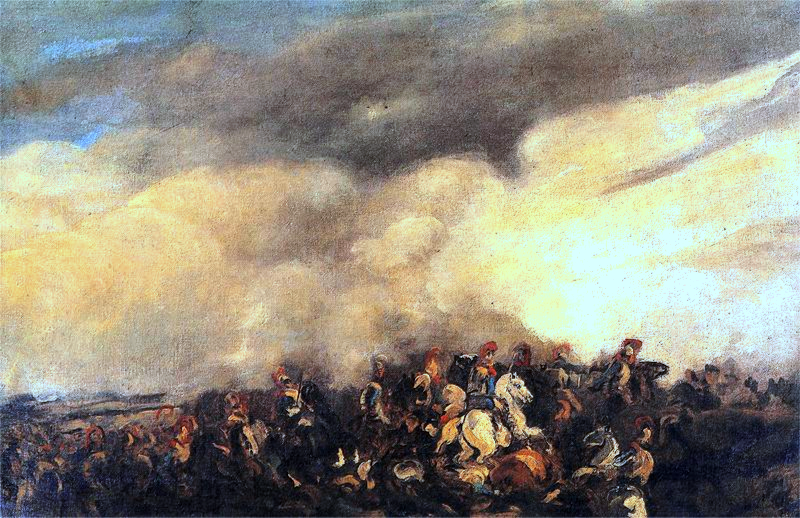
Bataille napoléonienne
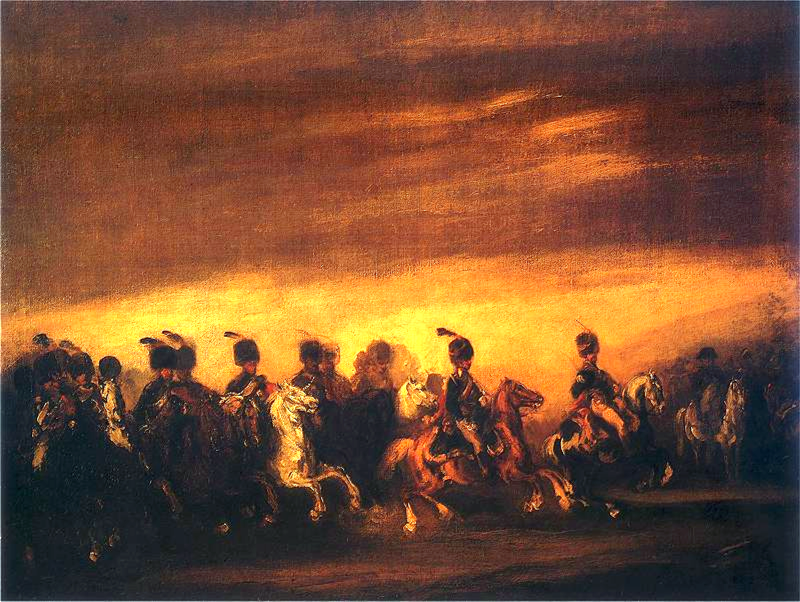
Parade napoléonienne
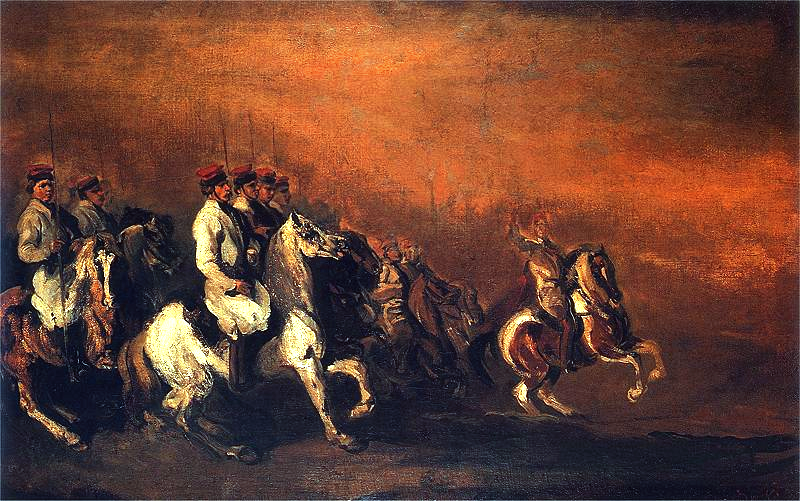
Un détachement de Krakusi
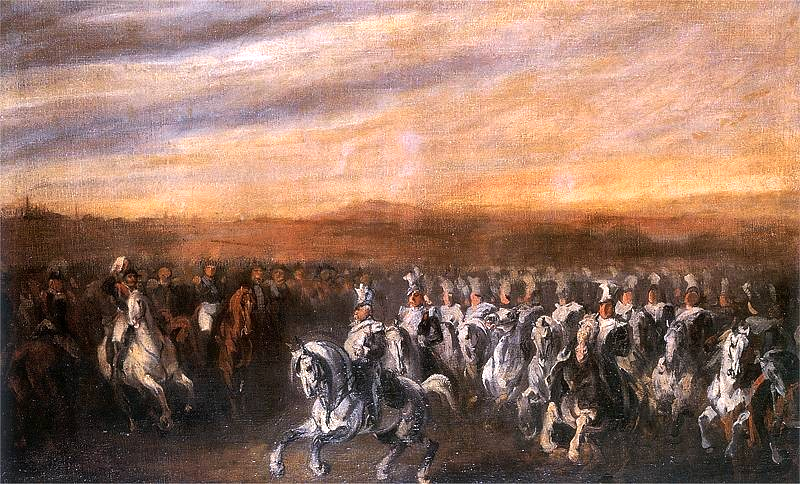
Le Général Dwernicki menant les ulhans polonais

## Principales œuvres
Ses tableaux sont exposés dans toute la Pologne :
- au musée national de Cracovie :
  - Jazda austriacka (1836), 49 × 63,5 cm
  - Kardynał lub Mężczyzna w birecie (1846-48), 70 × 57 cm
  - Kobiety wiejskie (1840-48), 59 × 76,5 cm
  - Konny pocztylion (1832-35), 46 × 53 cm
  - Maksymilian Oborski na koniu (1824), 89 × 62 cm
  - Maksymilian Oborski w fezie (1840-48), 68 × 55,5 cm
  - Przejazd artylerii przez rzekę (env. 1844, 69,3 × 90 cm
  - Samosierra (1844-55), 106 × 71 cm
  - Samosierra (après 1843), 50,5 × 44 cm
  - Seńko (1846-48), 62 × 46,5 cm
  - Starzec siedzący na stopniach (1837-40), 48 × 36 cm
  - Studium chłopca żydowskiego (1840-48), 60 × 40 cm
  - Szarża w wąwozie Somosierra (env. 1837), 81 × 65,5 cm
  - Studium głowy końskiej lub Łeb siwego konia (env. 1846), 94 × 72 cm
  - Wiarus I (1846), 82 × 65 cm
  - Wiarus II (1846), 82 × 66 cm
  - Żydzi (1845-55), 72 × 118 cm
- au musée national de Varsovie :
  - Apoteoza Napoleona (env. 1846), 259 × 204,5 cm
  - Autoportret (après 1849), 54 × 45 cm
  - Portret chłopa w kapeluszu (1846-48), 52,7 × 35,5 cm
  - Portret córki artysty Celiny na koniu (env. 1853), 123 × 84,5 cm
  - Portret syna artysty z psem (1845-48), 94,3 × 68,5 cm
  - Portret syna na kucu (env. 1842), 82 × 61 cm
- au musée de Podlachie de Białystok:
  - Amazonka (après 1850), 55 × 45 cm
- au musée de Haute-Silésie de Bytom :
  - Błękitni huzarzy (env. 1837), 53 × 65 cm
- au musée de Silésie de Katowice :
  - Błękitny chłopiec (1850-55), 76 × 59,5 cm
- au musée national de Wrocław:
  - Napoleon konno wydający rozkazy (1835-37), 71,5 × 57,5 cm
- au musée national de Kielce:
  - Paweł Popiel na koniu (1831-32), 53 × 44 cm
- au musée national de Gdańsk:
  - Wjazd do stajni (1844-46), 43 × 54 cm
- au musée national de Poznań :
  - Bitwa krakusów et studium konia (env. 1830), 60 × 86 cm
  - Jeździec polski (Lisowczyk) (1841-45), 61 × 47,5 cm